# Юн Сын А
Юн Сын А (кор. 윤승아, Yoon Seung-ah; род. 29 сентября 1983, Республика Корея или Кванджу) — южнокорейская актриса.

## Карьера
В 2006 году дебютировала в клипах Алекса Чу и Loveholics на песни «Very Heartbreaking Words» и «I Love You» и получила прозвище «Девушка-улитка». Также училась в колледже искусств, но отказалась продолжать обучение за границей, предпочтя актёрскую карьеру. Затем последовали второстепенные роли в фильмах и сериалах, в частности, роль причудливой девушки в романтической комедии «Озорной поцелуй» и роль рабыни в популярной драме «Солнце в объятиях Луны».
В 2012 году получила свою первую главную роль в ромкоме Channel A «Мисс Панда и мистер Ёж», сыграв владелицу кондитерской вместе с Ли Донхэ из Super Junior. Позже в том же году вела модное реалити-шоу Sold Out на кабельном канале OnStyle.

## Личная жизнь
В «Твиттере» Ким Му Ёль опубликовал романтический твит, посвященный Юн Сын А и в феврале 2012 года их агентства подтвердили, что они встречаются. Пара поженилась 4 апреля 2015 года.
В декабре 2022 года было сообщено, что она беременна первым ребенком и должна родить его в 2023 году. 8 июня 2023 года родила сына.